# Droga krajowa nr 129 (Kostaryka)
Droga krajowa nr 129 (hiszp. Ruta Nacional Secundaria 129/Ruta 129) – jedna z dróg krajowych w Kostaryce. Znajduje się ona w prowincji Heredia.

## Opis
W prowincji Heredia droga krajowa nr 129 przebiega przez kanton Belén (przez dystrykt La Ribera) oraz kanton Flores (przez dystrykt Llorente).

## Historia
W ramach ulepszeń OBIS na trasie 1 na skrzyżowaniu tej trasy z trasą 129 odnotowano korzyści w postaci poszerzenia pasów w celu usprawnienia ruchu.